# Бурхимахи
Бурхимахи (дарг. БурхӀимахьи, в пер. «Отсёлок на солнечном склоне») — село в Сергокалинском районе Дагестана.
Входит в состав Нижнемулебкинской сельской администрации (включает села: Нижнее Мулебки, Айнурбимахи, Бахмахи, Бурхимахи, Уллукимахи, Цурмахи и Арачанамахи).

## География
Село расположено в 32 км к юго-западу от районного центра — села Сергокала.

## Население
| 1895 | 1926 | 1939 | 1970 | 1989 | 2002 | 2010 |
| ---- | ---- | ---- | ---- | ---- | ---- | ---- |
| 162  | ↗171 | ↗207 | ↘69  | ↗76  | ↗152 | ↘129 |
| 2021 |      |      |      |      |      |      |
| ↘122 |      |      |      |      |      |      |